# Senon
Senon é uma comuna francesa na região administrativa de Grande Leste, no departamento de Meuse. Estende-se por uma área de 20,5 km². Em 2010 a comuna tinha 337 habitantes (densidade: 16,4 hab./km²).